# Torroella de Fluvià
Pour les articles homonymes, voir Torroella.
Torroella de Fluvià est une commune d'Espagne dans la communauté autonome de Catalogne, province de Gérone, de la comarque d'Alt Empordà